# 1925 en journalisme
Cet article présente les faits marquants de l'année 1925 en journalisme.

## Évènements
- Création du journal The New Yorker[1].